# Нинџе у пиџамама
Нинџе у пиџамама (скраћено НиП, енгл. Ninjas in Pyjamas) је професионална еспортска организација са седиштем у Шведској која је најпознатија по својим Кантер-Стрике тимовима. У 2012. години, тим се реформисао са Кантер Стрике: Глобал Офенсиве саставом након изласка игре. НиП ЦС:ГО тим је усидрен од стране бивших Fnatic играча Патрик „f0rest” Линдберг и Кристофер „GeT RiGhT” Алесунд. Поред Кантер-Стрике-а, организација има тимове у Дота 2, PlayerUnknown's Battlegrounds, League of Legends, Fortnite Battle Royale, Paladins, и некада у Overwatch.

## Историја
Нинџе у пиџамама су формиране у јуну 2000. године. Њихов највећи успех је био освајање Светског првенства у професионалној лиги Cyberathlete Professional League 2001. након крајњег финала са X3 (претеча Тима 3Д). Нинџе у пиџами су се мучиле да пронађу спонзора, и као резултат тога, придружиле су се истакнутој еспортској организацији СК Гејминг и биле су познате по именима СК Скандинавија и касније СК Шведској. У СК су наставили свој успех. Новчана награда од њихових турнирских победа у 2003. години износила је око 170.000 долара, и за сваки ЦПЛ догађај те године.
Осећајући да би могли осигурати већи дио спонзорског новца, тим је напустио СК почетком 2005. године. Касније у току године, неки чланови су се вратили у СК Гејминг, присиљавајући их да их замени.
Емил Кристенсен са Томијем Ингемарсоном, директором Петром Хедлундом и Виктором Линдквистом, реформисали су НиП као шведско акционарско друштво 2005. године, због проблема са СК. НиП је наставио да учествује на међународним турнирима, постављајући високо место на многим догађајима. Потписали су неке од највећих спонзорских уговора на сцени у то време. Тим је примио око 100.000 чланова на свом сајту у Европи током прве две године и био је такође први тим изван Азије који је ушао на азијско тржиште. У року од шест месеци имали су око 90.000 чланова на њиховој азијској веб страници. Тим је био међу најотворенијим противницима промене са оригиналне верзије Кантер-Стрике на новију Кантер-Стрике: Соурс.
13. новембра 2015, НиП се растао са својим Дота 2 тимом, који се састојао од Елиаса 'Сеалкид' Мерта, Јонаса 'Јонассомфана' Линдхолма, Адриан 'Ера' Криезиуа, Симона 'Хандскена' Хаага и Линуса 'Лиммп' Бломдина. Наведени разлог био је разочарање због недавних наступа, јер се тим није успео квалификовати и за Интернатионал 2015. и за Франкфурт. Од тада, НиП је имао два Дота 2 тима, један формиран 2017. године који је распуштен касније те године, као и друга формација 2018. године.

## Списак имена

### Кантер-Стрике: Глобал Офенсиве
| ID            | Име               | Датум придруживања |
| ------------- | ----------------- | ------------------ |
| f0rest        | Патрик Линдберг   |                    |
| GeT RiGhT     | Кристофер Алесунд |                    |
| REZ           | Фредрик Стернер   | 2017-06-12         |
| dennis        | Денис Едман       | 2018-02-13         |
| Lekr0         | Џонас Олофсон     | 2018-06-05         |
| pita (Тренер) | Фарук Пита        | 2018-02-01         |

### Дота 2
| ID    | Име             | Датум придруживања |
| ----- | --------------- | ------------------ |
| Ace   | Маркус Хоелгард | 2018-09-17         |
| Fata  | Адриан Тринкс   | 2018-09-17         |
| 33    | Нета Шапира     | 2018-09-17         |
| Saksa | Мартин Саздов   | 2018-09-17         |
| ppd   | Петар Дагер     | 2018-09-17         |

### Rainbow Six Siege
| ID                | Име            | Датум придруживања |
| ----------------- | -------------- | ------------------ |
| Kamikaze          | João Гомез     | 2018-06-11         |
| Psycho            | Густаво Ригал  | 2018-06-11         |
| Pzd               | Педро Дутра    | 2018-06-11         |
| Wag               | Вагнер Алфаро  | 2018-06-11         |
| Julio             | Хулио Гиацомел | 2018-06-11         |
| Absurdo (менаџер) | Андре Кардосо  | 2018-06-11         |

### League of Legends
| ID           | Име               | Датум придруживања |
| ------------ | ----------------- | ------------------ |
| Doxy         | Рафаел Ади Зараби | 2018-06-03         |
| Maxi         | Магнус Кристенсен | 2018-06-03         |
| Larssen      | Емил Ларсон       | 2018-06-03         |
| XDSMILEY     | Лудвиг Гранкуист  | 2018-06-03         |
| Hiiva        | Алекси Каиконен   | 2018-06-03         |
| Raqo         | Макс Теминк       | 2018-06-03         |
| Jed (Тренер) | Робин Једхамар    | 2018-06-03         |

### Paladins
| ID      | Име                    | Датум придруживања |
| ------- | ---------------------- | ------------------ |
| Bird    | Ерик Sjösten           | 2017-09            |
| Bonkar  | Малком Ренч            | 2017-09            |
| DiGeDoG | Дилан Чаински          | 2018-06-14         |
| kowa    | Тед Хансон             | 2018-08-31         |
| Kcruncy | Керим"Kcruncy" Керимов | 2018-08-31         |

### PLAYERUNKOWN'S BATTLEGROUNDS
| ID              | Име                | Датум придруживања |
| --------------- | ------------------ | ------------------ |
| MiracU          | Џастин МкНели      | 2018-09-21         |
| Gaxy            | Лауринас Рудис     | 2018-09-21         |
| vard            | Алекс Гоуге        | 2018-09-21         |
| Nbs             | Лауринас Кисиелиус | 2018-09-21         |
| dohfOs (Тренер) | Мартин Lundén      | 2018-09-21         |

### Fortnite Battle Royale
| ID               | Име                   | Датум придруживања |
| ---------------- | --------------------- | ------------------ |
| Yung             | Анастасиос Тимпанидис | 2018-07-26         |
| Cringe           | Дин Лоренц            | 2018-07-26         |
| Xited            | Патрик Хеиберг        | 2018-07-26         |
| Goofy            | Макс Росенлинд        | 2018-07-26         |
| Cookie (менаџер) | Хенес Хеијманс        | 2018-07-26         |